# Jean de Bazelaire de Ruppierre
Jean Marie Joseph de Bazelaire de Ruppierre (18 octobre 1916 - 22 octobre 1943) est un officier français des troupes coloniales, capitaine, qui a servi durant la Seconde Guerre mondiale. Il est Compagnon de la Libération (1942) , et mort pour la France (1943).

## Biographie
Né de Maurice de Bazelaire de Ruppierre, officier des troupes coloniales, et Paule Eliane Germaine de Job, il appartient à une ancienne famille lorraine de laquelle sont issus, au XXe siècle, quatre généraux et deux amiraux, ainsi que huit officiers morts pour la France, dont ses oncles directs  Henri  et Robert de Bazelaire de Ruppierre.
Après des études chez les Maristes de Tien Tsin en Chine, au Lycée Hoche de Versailles et au Lycee Gouraud de Rabat, il entre au Prytanée national militaire de La Flèche en 1933. Il est admis à École spéciale militaire de Saint-Cyr, promotion du Soldat Inconnu (1936-1938), où il a pour condisciple Alain de Boissieu. Il sert dans les troupes coloniales. Sous-lieutenant au 16e Régiment de tirailleurs sénégalais (1938), puis lieutenant (1940), il est au Tchad lors de la déclaration de la guerre. Il rallie la France libre dès le 26 août 1940.

### Avec lacolonne Leclerc
Sous les ordres du capitaine Sarazac, Bazelaire sert dans la colonne Leclerc. Il commande une section méhariste du Groupe nomade du Tibesti et prend part à l'attaque du fort italien de Tedjéré, dans le désert de Libye, menée par un détachement comprenant « en tout 63 dromadaires pour 48 hommes, 25 tirailleurs, 19 guides, 1 bellah et 3 Européens ». 
« Ordonnée le 17 décembre 1940 par le colonel Leclerc, l'opération de Tedjéré, véritable raid commando méhariste, débute le 5 janvier 1941 ». L'attaque du fort, organisée en trois groupes aux ordres du capitaine Sarazac, du lieutenant de Bazelaire et de l'adjudant-chef Marson, a lieu le 12 janvier. Le général Massu écrit: « Après 400 kilomètres particulièrement difficiles, Tedjéré est atteint le 12. Il est vraisemblable que la garnison italienne a été prévenue car, à 150 mètres du fort, les éléments de tête sont accueillis par un tir ajusté d'armes automatiques ».  Et « comme la résistance italienne est toujours aussi opiniâtre, après deux heures de combat le capitaine Sarazac ordonne le décrochage à 3 h 30. Le 15 janvier 1941, le détachement atteint le point d'eau de Toummo, après dix-huit heures trente de parcours et une tempête de sable soufflant à contre-sens de la marche. Tous sont exténués ». 
« Jeune Saint-Cyrien intrépide », « lors de la première campagne du Fezzan, en février 1942, Bazelaire participe à l'attaque, cette fois victorieuse, du même poste de Tedjéré ». Puis, lors de la deuxième campagne du Fezzan, en janvier 1943, « il joue un rôle décisif dans la capitulation de la garnison italienne du Gatroun ». 
En 1943, Jean de Bazelaire est engagé dans les combats pour la libération de la Tunisie et reçoit le commandement du Groupe nomade du Tibesti. Promu capitaine, il rejoint le Régiment de marche du Tchad dès sa création, en juillet 1943, et commande la 6e compagnie du 2e bataillon de ce régiment. Jean de Bazelaire est tué lors d’un exercice de pose et relève de mines, près de Constantine, en Algérie, le 22 octobre 1943. Il avait 27 ans. 
Dans ses mémoires, Sept ans avec Leclerc, le général Massu se souvient du « capitaine de Bazelaire, chef magnifique, enthousiaste et rayonnant, qui avait derrière lui, comme méhariste au Tibesti, un passé légendaire et que j'aimais comme un jeune frère ». Il « sera un des premiers sur la liste noire des tôt disparus ».

### L’armée des poètes
Dans un ouvrage sur L’Épopée du Fezzan, publié à Alger en 1944, Paul Moynet écrit, non sans lyrisme: « L’armée de Gaulle, l’armée Leclerc, comme l’armée Koenig, c'est l’armée des poètes (...) Vous étiez un poète, ami Bazelaire, commandants Politti, Massu, vous tous, les acharnés. Vous n'appeliez pas ça de la résistance. Ce n'est pas pour une décoration, une place, un « job » que vous trimiez, mais pour l’Idée. Et le général Leclerc, l' Animateur, haut, maigre et tendu, entraînait vers la victoire une équipe de diables qui chantaient: « On montre au monde comment la France, la vraie, la pure, bombe le torse.  À nous, le Fezzan, pour commencer ! ».
Jean de Bazelaire de Ruppierre est inhumé à Recey-sur-Ource, en Côte d’Or.

### Grades et Commandements
- 1938 : lieutenant – 16e Régiment de tirailleurs sénégalais
- 1941 : lieutenant – Groupe nomade du Tibesti
- 1943 : capitaine – 6e compagnie, 2e bataillon du Régiment de marche du Tchad

## Décorations
- Chevalier de la Légion d'honneur
- Compagnon de la Libération (23 mai 1942)[25]
- Croix de guerre 1939–1945 (3 citations)
- Médaille coloniale

## Documents et références
- Le raid sur le fort de Tédjéré (décembre 1940 - janvier 1941) - «Le 23 décembre, le capitaine Maurice Sarazac part pour Tédjéré avec un groupe de raid qui comprend  48 hommes : 25 tirailleurs, 19 guides – des Fezzanais recrutés pour leur connaissance du terrain et  leur volonté de chasser les italiens – un «bellah » qui s’occupait des 63 dromadaires et trois Européens : Sarazac lui-même, son second, le lieutenant de Bazelaire, et l'adjudant-chef Marson. Leur route les amena d’abord à Kourizo puis à Lebo, dans le sud libyen. (…) Ce n’est que le 9 janvier qu'ils atteignirent Domazé, à soixante kilomètres de Tédjéré,  avec des chameaux qui commençaient à faiblir. (…) Le 12 janvier (1941), Sarazac approcha suffisamment de Tédjéré pour évaluer les chances de succès du raid. Trouvant le fort plus grand et relativement mieux préparé qu’il ne s’y attendait à la suite de l’opération menée simultanément contre Murzuk, Sarazac se décida pour une attaque de nuit dirigée à partir de trois directions : il prit le centre, Bazelaire le nord et le sergent-chef Marson le sud-est. L’attaque commença à 1:30 du matin, le 13 janvier (1941). La riposte italienne fut lourde, l’air était rempli de tirs de mitrailleuses et bien que les hommes de Sarazac se fussent approchés jusqu'à cinquante mètres du fort, ils furent obligés de se replier sur leur point de regroupement. Le jour suivant, ils se mirent à l’abri dans une palmeraie afin d’éviter d’être détectés par l’aviation italienne, et ne reprirent la marche qu'à la nuit. Surpris en route  par une tempête de sable, il leur fallut deux jours pour rejoindre le puits de Toummo. Leurs chameaux étaient dans un état affreux et ils auraient besoin d'un bon repos avant de pouvoir fournir un nouvel effort.» Voir: William Mortimer Moore - Free France's lion: The life of Philippe Leclerc -  Casemate publishers - 2011 - pages 104 et 105 (Texte traduit de l'anglais)
- Le général Leclerc en conversation avec le lieutenant de Bazelaire à Uigh-el-Kébir, lors de la campagne du Fezzan (1er mars 1942) - (Documents photographiques sur le site de la Fondation Leclerc)
- Le souvenir du lieutenant de Bazelaire est maintenu dans la région du Tibesti par le Refuge Bazelaire[26], un point de ravitaillement situé dans le désert de Libye sur la route Tunis - N'Djaména (anciennement Fort-Lamy), entre la Passe Kourizou et la Passe Mourizidié (à quelques kilomètres au nord de la frontiere actuelle entre la Libye et le Tchad) . On trouve également une rue Lieutenant Bazelaire à N'Djaména, capitale du Tchad.
- L'ouvrage d'Yves de Daruvar De Londres à la Tunisie, carnet de route de la France libre [27] porte la dédicace suivante: « Je dédie ce livre aux capitaines de Bazelaire, Dupont et Dubut sous les ordres desquels j'ai eu l'honneur de servir, et qui ont, tous trois, donné leur vie pour la France. À mes chers camarades, volontaires de juin 1940, les lieutenants Lafon, tombé en Libye, Danis, tombé en Tunisie, Tripier, tombé en Italie, Bâtiment tombé en France. À mes chefs et à tous mes camarades de combat.»
- Les Français Libres - Jean Marie de Bazelaire de Ruppierre -
- Mémorial des Morts Pour La France de l’École spéciale militaire de Saint-Cyr - Jean Marie de Bazelaire de Ruppierre
- Ministère des Armées - Mémoire des Hommes - Jean de Bazelaire de Ruppierre
- Biographie sur le site de l'Ordre de la Libération : Jean de Bazelaire de Ruppierre